# 9С457
9С457 — советский и российский командный пункт из состава ЗРС С-300В.

## История создания
Разработка командного пункта 9С457 была начата по единым тактико-техническим требованиям, предъявляемым к ЗРС С-300В. Работы были начаты в 1969 году в тульском НИЭМИ по постановлению ЦК КПСС и Совета министров СССР от 27 мая 1969 года. Из-за недостатка кадров для организации работ были проведены необходимые кадровые перестановки, после которых руководителем был назначен Ю. Я. Зотов, а численность лаборатории 324 была увеличена сначала до 30, а потом до 50 человек. Особую сложность представляла разработка алгоритмов и программного обеспечения 9С457, от которых зависело выполнение технических требований всей системы С-300В. В 1977 году был изготовлен первый опытный образец, который впоследствии участвовал во всех испытаниях С-300В вплоть до 1981 года, когда были проведены государственные испытания первого этапа создания С-300В, после чего в 1983 году комплекс С-300В1 был принят на вооружение в составе командного пункта 9С457, РЛС 9С15, МСНР 9С32, ПУ 9А83, ПЗУ 9А85 и ЗУР 9М83. В 1988 году был пройден второй этап испытаний, после которого комплекс С-300В был дополнен РЛС 9С19, ПУ 9А82, ПЗУ 9А84 и ЗУР 9М82.

## Описание конструкции
Основным назначением командного пункта 9С457 является координация и управление ведением боевых действий зенитных ракетных дивизионов ЗРС С-300В. Управление может осуществляться двумя способами. При первом способе работа системы автономна. Второй используется при противоракетной и противосамолётной обороне, когда управление системой осуществляется через вышестоящие командные пункты зенитной ракетной бригады.
Во время режима противоракетной обороны 9С457 координирует работу ЗРС по уничтожению баллистических ракет типа «Першинг» и защите от авиационных ракет, обнаруженных РЛС 9С19М2 «Имбирь». В задачи 9С457 входит приём радиолокационной информации от радиолокационной станции 9С19М2 и станции наведения ракет 9С32, определение и выбор истинных целей с помощью траекторных признаков, распределение целей между пусковыми установками и выдача секторов обзора РЛС для поиска и обнаружения аэробаллистических целей, а также помеховых направлений с целью выявления координат постановки помех. Процесс и работа командного пункта 9С457 максимально автоматизированы.
Режим противосамолётной обороны предназначен для обеспечения отражения налёта до 200 аэродинамических целей, которые были обнаружены радиолокационной станцией 9С15М. В условиях помех 9С457 способен производить завязку и сопровождение до 70 трасс воздушных целей, принимать информацию о воздушных целях от вышестоящего командного пункта и станции наведения ракет 9С32, при этом определяет тип цели, а также отбирает наиболее опасные из них.
За один цикл целераспределения 9С457 выдаёт до 24 целеуказаний зенитным ракетным комплексам. Один цикл составляет 3 секунды. Время от получения отметок целей до выдачи указания во время работы с 9С15 — 17 секунд. В режиме противоракетной обороны при защите от баллистических ракет типа MGM-52 «Ланс» среднее работное время составляет 3 секунды, а рубеж выдачи целеуказания — от 80 до 90 км.

### Ходовая часть
Все средства командного пункта 9С457 установлены на специальное гусеничное шасси, имеющее индекс ГБТУ — «Объект 834». Шасси разработано в конструкторском бюро Ленинградского завода имени Кирова. В основе конструкции лежит шасси самоходной пушки 2С7 «Пион». Изменено положение моторно-трансмиссионного отделения (перенесено в кормовую часть машины), узлы и агрегаты шасси по отдельным узлам унифицированы с танками Т-72 и Т-80.

## Модификации
- 9С457 — командный пункт ЗРС С-300В
- 9С457-1 — командный пункт ЗРС С-300В1
- 9С457М — командный пункт ЗРС С-300ВМ